# Věra Křesadlová
Věra Křesadlová (* 28. února 1944 Praha) je česká výtvarnice, divadelní a filmová herečka a zpěvačka, matka známých hereckých dvojčat Petra a Matěje Formanových. Byla manželkou režiséra Miloše Formana a dlouholetou členkou Divadla Semafor. V šedesátých letech 20. století účinkovala v několika slavných filmech nové vlny. Po skončení působení v Semaforu pracovala na Pražském hradě jako správcová rezidence prezidenta Václava Havla a později se vrátila ke své původní profesi výtvarnice a věnuje se ruční výrobě vitrážových lamp ve stylu Tiffany.

## Život
Věra Křesadlová se narodila v Praze a se svým bratrem vyrůstala na Starém městě. Otec byl zaměstnaný u spojů a matka byla v domácnosti. Umělecké vlohy prý zdědila po babičce, od malička ráda malovala a zpívala v Kühnově dětském sboru. Na počátku šedesátých let studovala obor aranžérství a výstavnictví na střední uměleckoprůmyslové škole v Praze a při studiu zpívala s amatérskou big-beatovou kapelou Crystal. Na jednom ze svých vystoupení se seznámila s Milošem Formanem, který ji posléze na podkladě tohoto setkání obsadil do svého připravovaného filmu Konkurs, pojednávajícího o fiktivním konkursu do Divadla Semafor. Křesadlová právě za svůj herecký výkon v tomto filmu získala místo v Divadle Semafor, kde působila od roku 1963 a stala se jednou z nejoblíbenějších českých hereček šedesátých let. Podle svých vlastních slov se ale za herečku a zpěvačku v pravém slova smyslu nikdy nepovažovala.
V šedesátých letech 20. století účinkovala v několika slavných filmech nové vlny, ztvárnila hlavní roli ve snímcích Jiřího Menzela Zločin v dívčí škole a Skřivánci na niti, Štěpu v lyrické tragikomedii Ivana Passera Intimní osvětlení, studentku sochařství Zuzanu v Papouškově Nejkrásnějším věku nebo milenku stranického funkcionáře Brožovou v Jirešově filmové adaptaci románu Milana Kundery Žert. V sedmdesátých a osmdesátých letech se ve filmu objevila jen sporadicky a od devadesátých let účinkovala v menších rolích například ve filmu Akumulátor I, Nejasná zpráva o konci světa, či Medvídek.
V divadle Semafor působila do roku 1989. Pak pracovala na Pražském hradě jako správcová rezidence prezidenta Václava Havla a později se vrátila ke své původní profesi výtvarnice. V současné době se věnuje ruční výrobě vitrážových lamp ve stylu Tiffany. Nápad na výrobu lamp dostala v roce 1969, když byla v New Yorku na návštěvě manžela Miloše Formana. Asi po deseti letech je začala sama vyrábět, ale sehnat v socialistickém Československu materiál bylo v té době velmi obtížné. Proto si sklo a šablony nakupovala v Německu, kde vystupovala se Swing Bandem Ferdinanda Havlíka. Několik lamp od Věry Křesadlové zdobí Obecní dům v Praze.
Z manželství s Milošem Formanem má dvojčata Petra a Matěje, kteří se stali známými divadelními umělci. Rodinu však rozdělila sovětská okupace Československa v roce 1968. Těsně po invazi sovětských vojsk přijela Křesadlová s dětmi za manželem do Francie, kde tehdy natáčel. On ale zakrátko odjel pracovně do USA a Křesadlová zůstala s dětmi ve Francii sama. Po třech měsících se po dohodě s manželem rozhodla vrátit s dětmi do Prahy. Během následujících třiceti let se viděli jen čtyřikrát – jednou v Paříži a třikrát v USA. V roce 1999 se rozvedli. Po Formanově odchodu do zahraničí žila se scenáristou a dramaturgem Janem V. Kratochvílem, s nímž má syna Radima, který má také blízko k umění, vystudoval historii filmu. Křesadlová a Kratochvíl spolu žili patnáct let a po rozchodu zůstali přáteli.

## Filmografie, výběr

### Film
- 1963 Konkurs
- 1965 Zločin v dívčí škole
- 1965 Intimní osvětlení
- 1968 Žert
- 1969 Skřivánci na niti
- 1972 Homolka a tobolka
- 1988 Dotyky
- 1989 Čas sluhů
- 1994 Akumulátor 1
- 1997 Nejasná zpráva o konci světa
- 2005 Doblba!
- 2007 Medvídek
- 2009 Případ nevěrné Kláry
- 2016 Pohádky pro Emu

### Televize
- 2006 Letiště
- 2009 Odsouzené